# Lindsay Benko
Lindsay Benko (n. 29 noiembrie 1976, Elkhart⁠(d), Indiana, SUA) este o înotătoare ce a reprezentat Statele Unite ale Americii, medaliată olimpică. A participat la două ediții ale Jocurilor Olimpice (2000, 2004) în care a câștigat 4 medalii de aur și o medalie de argint.